# گابریلا آگوئاندس
گابریلا آگوئاندس (اسپانیایی: Gabriela Agúndez‎; ۴ اوت ۲۰۰۰) شیرجه‌رو زن اهل مکزیک است.
وی در مسابقات کشوری و بین‌المللی در مجموع برندهٔ ۱ مدال برنز شده‌است.